# Blackmagic Design
Blackmagic Design är ett australiskt företag bildat 2002 som designar och tillverkar digitala filmkameror samt kringutrustning till bland annat TV-sändning, filminspelning och filmredigering. Företaget utvecklar även mjukvara. Blackmagic Design bildades av Grant Petty som också är företagets VD. Deras första produkt kom ut på marknaden 2002.
Blackmagic Design har kontor i Australien, USA, Amsterdam, Japan och Singapore.